# Tour à perche

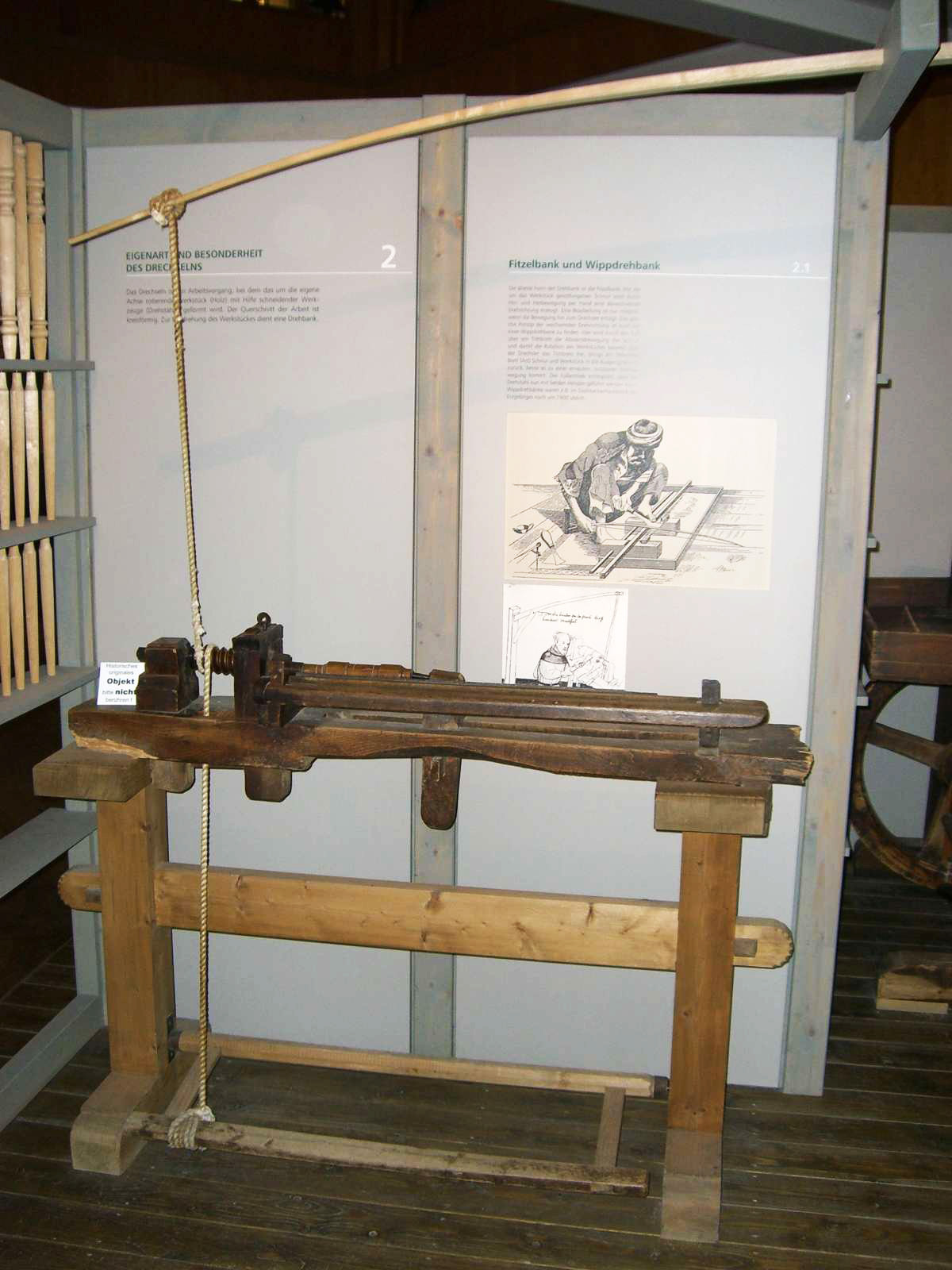
Tour à perche au musée de Seiffel (Allemagne).

Le tour à perche ou tour à archet est une machine mue par le battement du pied d'un artisan, qui permet de tailler ou de polir des pièces de révolution généralement en bois.

## Description

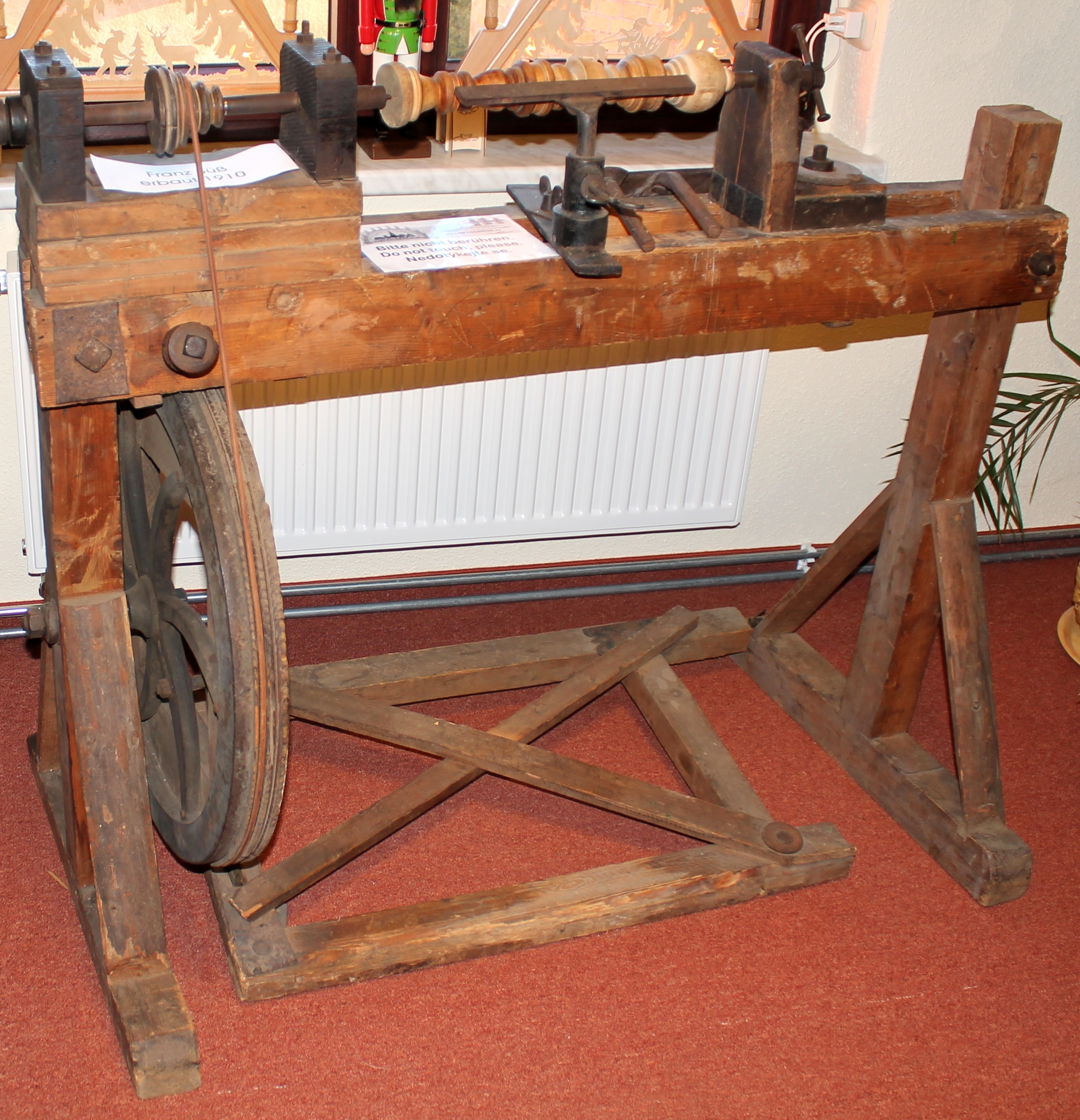
Détail d'un tour à perche (musée du jouet du Hartz).

Le tour à perche le plus simple comporte un bâti, un mors tournant et une butée dont l'écartement est réglable. La pièce à tourner est fixée entre les pointes du mors-navette et de la butée. Le mécanisme est mû par une courroie tendue entre un levier à pédale et un arc de rappel : cette courroie, enlacée autour du mors, le lance pour deux à trois tours à chaque mouvement du pédalier.
L'arc le plus simple est une baguette de bois flexible encastrée à une extrémité, et tendue par la courroie à l'autre extrémité.

## Fonctionnement
Quand l'artisan appuie sur la pédale, il tend la courroie et accroît la courbure de l'arc. La courroie, enroulée autour d'un col du mors, communique par son va et vient un mouvement de rotation au mors et donc à la pièce à tourner. Au relâchement du pied de l'artisan, l'arc se redresse, provocant une rotation inverse, plus courte, du mors et de la pièce.

## Mode opératoire
Pendant que la pièce tourne, l'artisan a les mains libres pour placer son couteau ou son poinçon à l'endroit voulu de la pièce et la démaigrir régulièrement. Le mouvement relatif entre la pièce et l'outil permet d'entailler le matériau (du bois en général) et de donner à l'objet la forme souhaitée. On peut fixer les outils sur une potence réglable liée au châssis, de façon à maintenir sa position et l'angle de coupe.
Le mouvement de rotation de la pièce permet d'obtenir des formes de révolution assez régulières.

## Historique

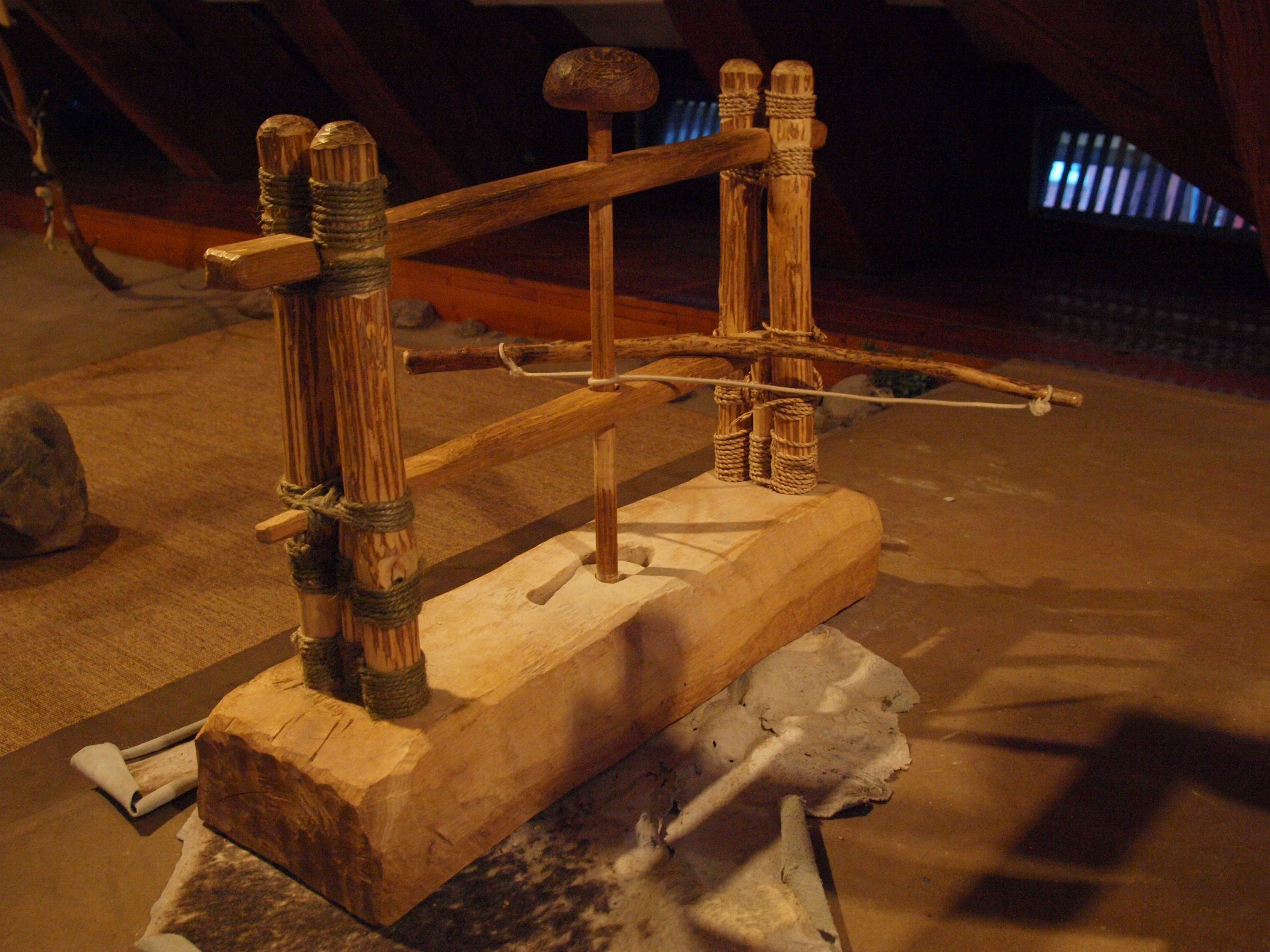
Le foret à archet a sans doute précédé de plusieurs siècles le tour à perche.

Selon A. Garanger, cette forme de tour est attestée par des représentations figurées du Ier millénaire dans presque toutes les civilisations de l'Orient et du Bassin méditerranéen. Son développement est lié à celui de la roue, et peut-être même est plus ancien encore puisqu'on en retrouve le principe dans l'un des plus vieux outils de l'Homme, à savoir le foret à archet. La plus ancienne représentation de ce type de perçoir a été retrouvée dans une tombe d'environ 300 av. J.-C. L'utilisation d'un levier à pédale a permis, en libérant les mains de l'artisan, de rendre l'outil de coupe mobile.
Les tours à perche traditionnels ne peuvent empêcher un retour en rotation de la pièce, qui exécute un mouvement de va-et-vient ; pour obtenir un mouvement de rotation continu, on a recours à un système bielle-manivelle, lancé par la flexion de la perche ou un volant d'inertie.
Cette évolution importante n'est attestée qu'à la fin du Moyen Âge, dans un croquis de Léonard de Vinci.

## L'organisation des guildes

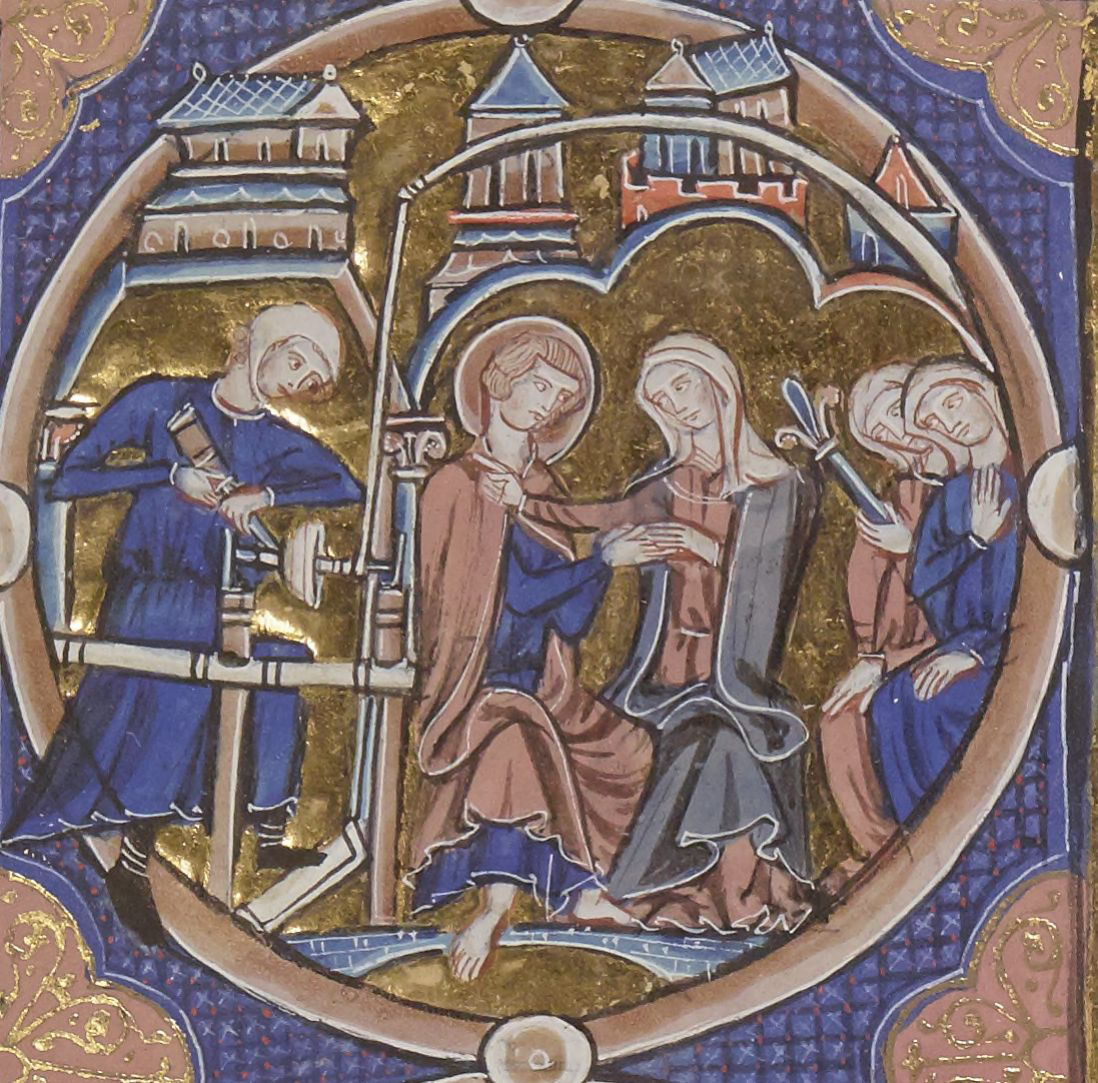
Enluminure du XIIIe siècle représentant un tour à perche (Bible moralisée d'Oxford ; crédit Gallica/BNF).

La fabrication de pièces de bois chantournées était très importante aux époques passées. Au Moyen Âge, les tourneurs de bois dépendaient des confréries de menuisiers. La spécialisation et la compétence des artisans se développant, des guildes de tourneurs se créèrent dans certaines villes de Catalogne, par exemple à València en 1616.

## Dans la culture populaire
Le jeu vidéo Stronghold intègre une machine de ce genre, actionnée dans le jeu par un armurier.